# Alberto Muñoz Vernaza
Alberto Muñoz Vernaza (25 de noviembre de 1860 - 5 de mayo de 1941), fue un diplomático, político, militar y distinguido hombre público ecuatoriano.

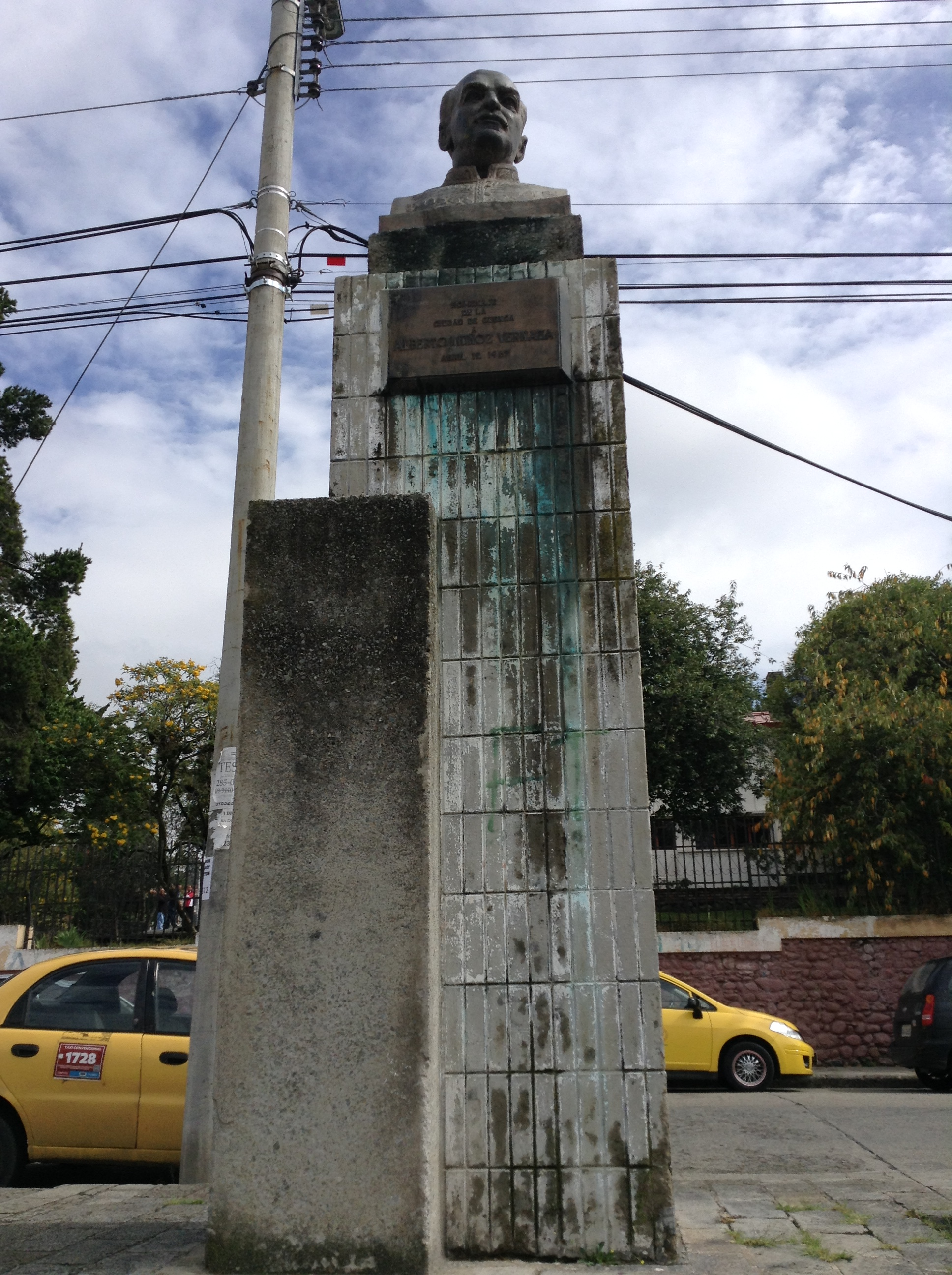
Busto de Muñoz Vernaza en las calles Muñoz Vernaza y Padre Aguirre en la ciudad de Cuenca Ecuador

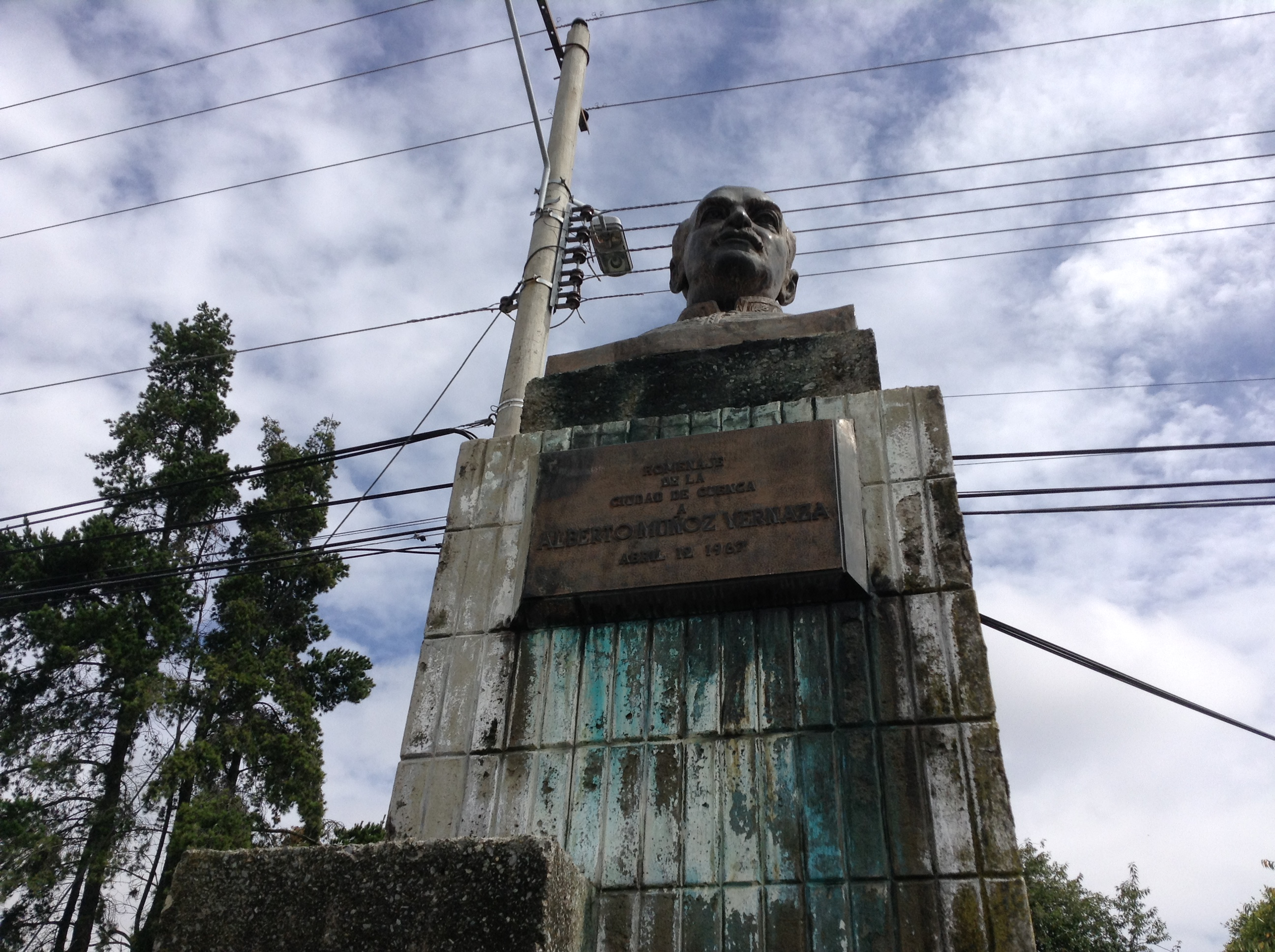
Placa del Busto de Muñoz Vernaza

## Biografía
Nació en la ciudad de Cuenca, Ecuador, el 25 de noviembre de 1860, siendo hijo de José Ignacio Muñoz Cárdenas, perteneciente a familias locales, y de la dama guayaquileña Lucrecia Vernaza Carbo, hija del general Nicolás Vernaza Prieto, hermana del general Cornelio Vernaza Carbo y sobrina de Pedro Carbo,  Muñoz Vernaza nació en la misma casa en donde nacieron sus primos: el Miguel Febres Cordero (1854-1910) y Antonio Vega Muñoz (1856-1906).
Muñoz Vernaza entró a la Universidad de Cuenca, en donde recibió el título de abogado.
En 1895, junto con su primo, el coronel Antonio Vega Muñoz, participó en muchísimos enfrentamientos entre las fuerzas liberales y conservadoras, formando ambos parte de la segunda de entre ellas.
Durante la batalla de Girón, el 23 de agosto de 1895, Muñoz Vernaza fue herido por una bala en el pulmón, pero sobrevivió. El 25 de agosto subió al poder el general Eloy Alfaro, quien desterró a Muñoz Vernaza a Chile, en donde se quedó hasta 1899. De vuelta al Ecuador, volvió a una vida más tranquila, pues la guerra ya había terminado. 
Pero, en 1910, el Ecuador tuvo un conflicto con el Perú y Muñoz Vernaza tomó parte en la defensa nacional. Bajo órdenes del general Eloy Alfaro, Muñoz Vernaza fue a defender la frontera junto con muchos soldados nacionales, antes de ser atacados por el Perú.
En 1912, Federico Malo Andrade tuvo la iniciativa de fundar el primer banco en Cuenca. Muñoz Vernaza se unió a él y a otros ciudadanos para fundar el Banco del Azuay. El 7 de noviembre de 1913, el Banco del Azuay fue inaugurado y Muñoz Vernaza fue designado vicepresidente del Banco.
En 1913 Muñoz Vernaza fue designado ministro plenipotenciario del Ecuador. En 1916 viajó a Bogotá, Colombia, en calidad de ministro plenipotenciario para representar al país y fijando el arreglo de los límites de fronteras de Ecuador y Colombia, logrando así después de largas negociaciones, el tratado Muñoz Vernaza-Suárez.

### Muerte
Falleció en Cuenca el 5 de mayo de 1941, a los 81 años de edad.

## Matrimonio
En 1887 contrajo matrimonio con Teresa Borrero Moscoso, de 22 años de edad e hija del expresidente de la República, Antonio Borrero y de Rosa Lucía Moscoso, con quien tuvo siete hijos.